# Dieumerci Ndongala
Dieumerci Ndongala (Kinshasa, 14 giugno 1991) è un calciatore congolese (Repubblica Democratica del Congo), attaccante del Bandırmaspor.

## Caratteristiche tecniche
È un'ala destra.

## Carriera

### Club
Ha cominciato a giocare a calcio nel comune di Evere, a nord-est di Bruxelles, prima di essere prelevato dall'Accademia Robert Louis Dreyfus dello Standard Liegi. Qui viene formato insieme a giocatori del calibro di Mehdi Carcela, Eliaquim Mangala, Christian Benteke e Michy Batshuayi.
Nell'estate 2011 inizia la sua carriera da professionista alla Jeunesse d'Esch. Laureatosi vice-campione del Lussemburgo, ha modo di partecipare ai preliminari di Europa League. A titolo personale, si guadagna il riconoscimento di miglior giocatore del campionato lussemburghese.
Il 29 gennaio 2013, uno degli ultimi giorni di mercato, si trasferisce al La Louvière Centre.
Dopo aver realizzato 10 reti e altrettanti assist, numerose squadre si interessano a lui tra cui il Mons, il Kortrijk e gli ungheresi dell'Újpest. Alla fine se lo aggiudica il Charleroi nelle ultime ore del calciomercato estivo 2013. Debutta nella massima divisione belga contro il Lokeren mentre segna la sua prima rete il 3 maggio 2014 contro il Kortrijk. Nella stagione 2014-15 il Charleroi, sesto classificato, giunge per la prima volta ai play-off, terminati successivamente al quinto posto. Grazie ad un suo gol in finale play-off contro il Malines, il Charleroi centra la sua prima qualificazione UEFA dopo 21 anni. Nella stagione 2015-16 sfiora l'accesso all'Europa League, perdendo lo spareggio finale contro il Genk.
Il 22 giugno 2016 lascia il Charleroi e firma un contratto quadriennale col Gent, dove però trova poco spazio, svincolandosi dopo sette mesi.
Il 30 gennaio 2017 sottoscrive con lo Standard Liegi un contratto da tre anni e mezzo. Il 2 febbraio 2018 viene prestato al Genk, che lo riscatta per 1,7 milioni di euro a fine stagione. Con la squadra del Limburgo vince la Pro League 2018-2019 e la Supercoppa del Belgio 2019
Il 14 gennaio 2020 viene annunciato il suo passaggio in prestito con diritto di riscatto al club turco del Kasımpaşa.

### Nazionale
Nel 2015 ha giocato una partita in nazionale.

## Statistiche

### Presenze e reti nei club
Statistiche aggiornate al 24 ottobre 2024.
| Stagione                  | Squadra                   | Campionato                | Campionato | Campionato | Coppe nazionali | Coppe nazionali | Coppe nazionali | Coppe continentali | Coppe continentali | Coppe continentali | Altre coppe | Altre coppe | Altre coppe | Totale | Totale |
| Stagione                  | Squadra                   | Comp                      | Pres       | Reti       | Comp            | Pres            | Reti            | Comp               | Pres               | Reti               | Comp        | Pres        | Reti        | Pres   | Reti   |
| ------------------------- | ------------------------- | ------------------------- | ---------- | ---------- | --------------- | --------------- | --------------- | ------------------ | ------------------ | ------------------ | ----------- | ----------- | ----------- | ------ | ------ |
| 2011-2012                 | Jeunesse Esch             | DN                        | 24         | 5          | CL              | 0               | 0               | -                  | -                  | -                  | -           | -           | -           | 24     | 5      |
| 2012-gen. 2013            | Jeunesse Esch             | DN                        | 9          | 2          | CL              | 0               | 0               | UEL                | 2                  | 0                  | -           | -           | -           | 11     | 2      |
| Totale Jeunesse Esch      | Totale Jeunesse Esch      | Totale Jeunesse Esch      | 33         | 7          |                 | 0               | 0               |                    | 2                  | 0                  |             | -           | -           | 35     | 7      |
| gen.-giu. 2013            | La Louvière Centre        | D3                        | 9          | 1          | CB              | -               | -               | -                  | -                  | -                  | -           | -           | -           | 9      | 1      |
| 2013-gen. 2014            | La Louvière Centre        | D3                        | 17         | 8          | CB              | 0               | 0               | -                  | -                  | -                  | -           | -           | -           | 17     | 8      |
| Totale La Louvière Centre | Totale La Louvière Centre | Totale La Louvière Centre | 26         | 9          |                 | 0               | 0               |                    | -                  | -                  |             | -           | -           | 26     | 9      |
| gen.-giu. 2014            | Charleroi                 | D1                        | 2+5        | 0+1        | CB              | -               | -               | -                  | -                  | -                  | -           | -           | -           | 7      | 1      |
| 2014-2015                 | Charleroi                 | D1                        | 23+10      | 2+3        | CB              | 3               | 0               | -                  | -                  | -                  | -           | -           | -           | 36     | 5      |
| 2015-2016                 | Charleroi                 | D1                        | 26+9       | 4+2        | CB              | 2               | 0               | UEL                | 4                  | 1                  | -           | -           | -           | 41     | 7      |
| Totale Charleroi          | Totale Charleroi          | Totale Charleroi          | 75         | 12         |                 | 5               | 0               |                    | 4                  | 1                  |             | -           | -           | 84     | 13     |
| 2016-gen. 2017            | Gent                      | D1                        | 9          | 0          | CB              | 1               | 0               | UEL                | 3                  | 0                  | -           | -           | -           | 13     | 0      |
| gen.-giu. 2017            | Standard Liegi            | D1                        | 0+5        | 0          | CB              | -               | -               |                    | -                  | -                  | -           | -           | -           | 5      | 0      |
| 2017-gen. 2018            | Standard Liegi            | D1                        | 15         | 0          | CB              | 2               | 0               | -                  | -                  | -                  | -           | -           | -           | 17     | 0      |
| Totale Standard Liegi     | Totale Standard Liegi     | Totale Standard Liegi     | 20         | 0          |                 | 2               | 0               |                    | -                  | -                  |             | -           | -           | 22     | 0      |
| gen.-giu. 2018            | Genk                      | D1                        | 6+10       | 2+3        | CB              | 1               | 0               | -                  | -                  | -                  | -           | -           | -           | 17     | 5      |
| 2018-2019                 | Genk                      | D1                        | 28+3       | 4          | CB              | 1               | 0               | UEL                | 11                 | 2                  | -           | -           | -           | 43     | 6      |
| 2019-gen. 2020            | Genk                      | D1                        | 11         | 0          | CB              | 2               | 0               | UCL                | 3                  | 0                  | SB          | 1           | 0           | 17     | 0      |
| Totale Genk               | Totale Genk               | Totale Genk               | 58         | 9          |                 | 4               | 0               |                    | 14                 | 2                  |             | 1           | 0           | 77     | 11     |
| gen.-ago. 2020            | Kasımpaşa                 | SL                        | 14         | 2          | TK              | 2               | 0               | -                  | -                  | -                  | -           | -           | -           | 16     | 2      |
| 2020-2021                 | APOEL                     | A                         | 17+8       | 1+1        | CC              | 5               | 0               | UEL                | 4                  | 1                  | -           | -           | -           | 34     | 3      |
| 2021-2022                 | APOEL                     | A                         | 16+7       | 0+4        | CC              | 3               | 0               | -                  | -                  | -                  | -           | -           | -           | 26     | 4      |
| 2022-2023                 | APOEL                     | A                         | 15+8       | 1          | CC              | 1               | 0               | UECL               | 6                  | 0                  | -           | -           | -           | 30     | 1      |
| 2023-2024                 | APOEL                     | A                         | 25+10      | 5+2        | CC              | 0               | 0               | UECL               | 3                  | 1                  | -           | -           | -           | 38     | 8      |
| 2024-2025                 | APOEL                     | A                         | 5          | 0          | CC              | 0               | 0               | UCL+UEL+UECL       | 4+1+2              | 0                  | SC          | 1           | 0           | 13     | 0      |
| Totale APOEL              | Totale APOEL              | Totale APOEL              | 111        | 14         |                 | 9               | 0               |                    | 20                 | 2                  |             | 1           | 0           | 141    | 16     |
| Totale carriera           | Totale carriera           | Totale carriera           | 346        | 53         |                 | 23              | 0               |                    | 43                 | 5                  |             | 1           | 0           | 414    | 58     |

### Cronologia presenze e reti in nazionale
| Cronologia completa delle presenze e delle reti in nazionale ― RD del Congo | Cronologia completa delle presenze e delle reti in nazionale ― RD del Congo | Cronologia completa delle presenze e delle reti in nazionale ― RD del Congo | Cronologia completa delle presenze e delle reti in nazionale ― RD del Congo | Cronologia completa delle presenze e delle reti in nazionale ― RD del Congo | Cronologia completa delle presenze e delle reti in nazionale ― RD del Congo | Cronologia completa delle presenze e delle reti in nazionale ― RD del Congo | Cronologia completa delle presenze e delle reti in nazionale ― RD del Congo |
| Data                                                                        | Città                                                                       | In casa                                                                     | Risultato                                                                   | Ospiti                                                                      | Competizione                                                                | Reti                                                                        | Note                                                                        |
| --------------------------------------------------------------------------- | --------------------------------------------------------------------------- | --------------------------------------------------------------------------- | --------------------------------------------------------------------------- | --------------------------------------------------------------------------- | --------------------------------------------------------------------------- | --------------------------------------------------------------------------- | --------------------------------------------------------------------------- |
| 28-3-2015                                                                   | Dubai                                                                       | Iraq                                                                        | 2 – 1                                                                       | RD del Congo                                                                | Amichevole                                                                  | -                                                                           | 75’                                                                         |
| Totale                                                                      |                                                                             | Presenze                                                                    | 1                                                                           |                                                                             | Reti                                                                        | 0                                                                           |                                                                             |

## Palmarès

### Competizioni nazionali
- Campionato belga: 1

Genk: 2018-2019
- Supercoppa del Belgio: 1

Genk: 2019
- Campionato cipriota: 1

APOEL: 2023-2024
- Supercoppa di Cipro: 1

APOEL: 2024